# Béla H. Bánáthy

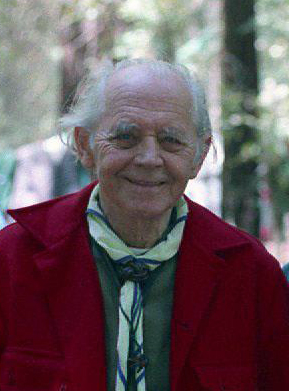
Foto uit 1998

Béla H. Bánáthy (Gyula, Hongarije, 1 december 1919 - Chico, Californië, 4 september 2003) was een Hongaars linguïst. Hij was professor aan de Saybrook Graduate School and Research Center en president van de International Systems Institute (ISI) in Californië.